# Secrets, mensonges et ... mariage
Pour plus de détails, voir Fiche technique et Distribution.
Secrets, mensonges et ... mariage (Polish Wedding) est une comédie dramatique américaine réalisée par Theresa Connelly en 1998. Elle a été diffusée au Festival du film de Sundance le 16 janvier 1998, et à la Berlinale le 12 février.

## Fiche technique
- Titre original : Polish Wedding
- Titre français : Secrets, mensonges et ... mariage
- Réalisation : Theresa Connelly
- Scénario : Theresa Connelly
- Production : Nick Wechsler
- Musique : Luis Bacalov
- Photographie : Guy Dufaux
- Montage : Curtiss Clayton, Suzanne Fenn
- Société de distribution : Fox Searchlight Pictures (États-Unis), United International Pictures (France)
- Pays d'origine :  États-Unis
- Langue : Anglais
- Format : Couleur - 35 mm
- Genre : Comédie dramatique
- Durée : 105 minutes
- Dates de sortie :
  -  États-Unis : 17 juillet 1998
  -  France : novembre 1999 (sortie en VHS)

## Distribution
- Claire Danes : Hala
- Adam Trese: Russell Schuster
- Jon Bradford : Sailor
- Lena Olin : Jadzia
- Ramsey Krull : Kris
- Gabriel Byrne : Bolek
- Daniel Lapaine : Ziggy
- Rachel Morrin : bébé de Ziggy et Sophie
- Rebecca Morrin : bébé de Ziggy et Sophie
- Mili Avital : Sophie
- Steven Petrarca : Witek
- Brian Hoyt : Kaz
- Christina Romana Lypeckyj : Kasia
- Peter Carey : Piotrus
- Rade Šerbedžija : Roman
- Kristen Bell : adolescente